# Somosari (Kalitengah)
Somosari is een bestuurslaag in het regentschap Lamongan van de provincie Oost-Java, Indonesië. Somosari telt 1153 inwoners (volkstelling 2010).